# Martin Gilbert (historicus)
Martin John Gilbert (Londen, 25 oktober 1936 – 3 februari 2015) was een Brits historicus, lid van het Merton College, Universiteit van Oxford, commandeur van de Orde van het Britse Rijk en lid van de Geheimraad van Groot-Brittannië. Hij schreef van meer dan tachtig boeken, waaronder werken over de Holocaust en de Joodse geschiedenis. Hij werd vooral bekend als de officiële biograaf van Winston Churchill. Gilbert beschreef zichzelf als een 'trotse praktiserende jood en zionist' en hield overal ter wereld lezingen over Churchill en de joodse geschiedenis.

## Opleiding en persoonlijk leven
Gilberts joodse ouders zijn Peter en Mirjam Gilbert. Toen hij twee en een half jaar oud was brak de Tweede Wereldoorlog uit. Negen maanden later werd hij geëvacueerd als onderdeel van de evacuaties van burgers in Groot-Brittannië tijdens de Tweede Wereldoorlog. Gilbert heeft, naar eigen zeggen, levendige herinneringen aan deze overtocht van Liverpool naar Quebec en dat wekte zijn interesse voor de oorlog. In Canada kreeg hij zijn basisopleiding. Toen hij zeven was keerde hij terug naar het Verenigd Koninkrijk met het schip 'Mauretania', waar hij net voor D-Day aankwam. Na de oorlog ging hij naar Highgate School in Londen. Na zijn dienstplicht van twee jaar in het Intelligence Corps, studeerde hij vanaf oktober 1957 Geschiedenis aan het Magdalen College in Oxford. Hij behaalde zijn bachelor in Moderne Geschiedenis in 1960. Zijn docenten waren onder meer Karl Leyser, John Stoye en A.J.P. Taylor. Na zijn bachelorstudie startte Gilbert een postdoctorale studie aan de St-Antony College in Oxford.
In 1963 trouwde hij met Helen Constance Robinson. Samen hebben ze een dochter. Hij kreeg twee zonen met zijn tweede vrouw, Susan Sacher, met wie hij trouwde in 1974. Sinds 2005 is hij getrouwd met de Holocausthistorica Esther Goldberg.

## Biografie van Churchill
Na twee jaar van postdoctoraal werk benaderde Randolph Churchill hem om te helpen bij het schrijven van een biografie van zijn vader: Sir Winston Churchill. In datzelfde jaar (1962) werd hij junior lid van het Merton College, Oxford. De volgende zes jaar combineerde hij zijn eigen onderzoeksprojecten in Oxford met het onderzoek van Randolphs team in Suffolk om de eerste twee delen van Churchills biografie te publiceren. Toen Randolph in 1968 overleed, kreeg Gilbert de opdracht om de laatste zes delen van de biografie te voltooien. Elk hoofdvolume van de biografie wordt begeleid met documenten. Gilbert deed hier 20 jaar over en publiceerde gedurende deze jaren diverse andere boeken. Zo stelde hij enkele van de eerste historische atlassen samen, schreef 'Geschiedenis van de Holocaust', een geschiedenis van 'De Eerste Wereldoorlog', 'De Tweede Wereldoorlog' en een opmerkelijke driedelige serie 'Een geschiedenis van de twintigste eeuw'.
Gilbert noemde zichzelf een archiefhistoricus: hij gebruikte uitgebreid primaire bronnen. Tijdens een interview door de BBC over zijn Holocaustonderzoek, zei Gilbert dat hij gelooft dat "het onvermoeibare verzamelen van feiten uiteindelijk het ontkennen van de Holocaust uit de wereld zal helpen."
In 1990 werd Gilbert 'commandeur van de Orde van het Britse Rijk' en in 1995 werd hij geridderd voor diensten aan de Britse geschiedenis en de internationale betrekkingen. In dat jaar trok hij zich terug als lid van het Merton College en werd hij er erelid. In 1999 ontving hij een eredoctoraat van de universiteit van Oxford, voor zijn hele oeuvre. Sinds 2002 was hij lid van het Hillsdale College in Michigan en in 2006 en 2007 was hij professor geschiedenis aan de Universiteit van West-Ontario. In oktober 2008 werd hij verkozen tot erelid van het Churchill College.
Gilbert werd in juni 2009 lid van het Britse regerings-onderzoek naar de oorlog in Irak onder leiding van John Chilcot. William Hague, Claire Short, George Galloway, en Lynne Jones bekritiseerden deze benoeming in het parlement omdat hij ooit George W. Bush en Tony Blair vergeleek met Franklin Delano Roosevelt en Winston Churchill. Ook in 2009 werd Gilbert benoemd tot lid van de Geheimraad.

## Boeken

### Biografie van Winston Churchill
Delen één en twee werden geschreven door Churchills zoon Randolph Churchill, hij bewerkte ook de twee begeleidende volumes. Het eerste werk van Gilbert als officiële biograaf was de postume publicatie van de drie begeleidende volumes bij volume twee, deze werden gepubliceerd in Randolph Churchills naam.
- 1971 · Winston S Churchill: Volume Three: The Challenge of War: 1914-1916
- 1975 · Winston S Churchill: Volume Four: World in Torment 1917-1922
- 1979 · Winston S Churchill: Volume Five: The Prophet of Truth 1922-1939
- 1983 · Winston S Churchill: Volume Six: Finest Hour 1939-1941
- 1986 · Winston S Churchill: Volume Seven: Road to Victory 1941-1945
- 1988 · Winston S Churchill: Volume Eight: Never Despair 1945-1965

### Begeleidende werken bij de biografie
- 1972 · Winston S Churchill: Volume Three, Documents (in two volumes)
- 1977 · Winston S Churchill: Volume Four, Documents (in three volumes)
- 1979 · Winston S Churchill, The Exchequer Years, 1922–1929, Documents
- 1981 · Winston S Churchill, The Wilderness Years, 1929–1935, Documents
- 1982 · Winston S Churchill, The Coming of War, 1936–1939, Documents
- 1993 · The Churchill War Papers, Volume One: Winston S Churchill, 'At The Admiralty': September 1939–May 1940
- 1995 · The Churchill War Papers, Volume Two: Winston S Churchill, 'Never Surrender': May–December 1940
- 2000 · The Churchill War Papers, Volume Three: Winston S Churchill, 'The Ever-Widening War': 1941

### Andere boeken over Winston Churchill
- 1966 ·  Winston Churchill – een korte biografie voor gebruik in scholen
- 1967 ·  Churchill: Great Lives Observed
- 1974 ·  Churchill: A Photographic Portrait
- 1979 ·  Churchill: An Illustrated Biography
- 1981 ·  Churchill's Political Philosophy
- 1981 ·  Winston Churchill: The Wilderness Years
- 1991 ·  Churchill, A Life
- 1994 ·  In Search of Churchill
- 1997 ·  Winston Churchill and Emery Reves, Correspondence 1937-1964 (editor)
- 2003 ·  Churchill at War: His 'Finest Hour' in Photographs, 1940-1945
- 2004 ·  Continue to Pester, Nag and Bite – gewijzigd tot Winston Churchill's War Leadership
- 2005 ·  Churchill and America
- 2006 ·  Will of the People
- 2007 ·  Churchill and the Jews

### Andere biografieën en geschiedenisboeken
- 1964 ·  Britain and Germany Between the Wars (editor)
- 1965 ·  The Appeasers (met Richard Gott)
- 1965 ·  The European Powers 1900-1945
- 1965 ·  Plough My Own Furrow: The Life of Lord Allen of Hurtwood (editor)
- 1965 ·  Recent History Atlas, 1860-1960
- 1966 ·  The Roots of Appeasement
- 1966 ·  Servant of India (editor)
- 1968 ·  Lloyd George: Great Lives Observed (editor)
- 1968 ·  British History Atlas
- 1968 ·  American History Atlas
- 1969 ·  Jewish History Atlas
- 1970 ·  The Second World War – voor het gebruik in scholen
- 1971 ·  First World War Atlas
- 1972 ·  Russian History Atlas
- 1973 ·  Sir Horace Rumbold: Portrait of a Diplomat, 1869-1941
- 1974 ·  The Arab-Israeli Conflict: Its History in Maps
- 1976 ·  The Jews of Arab Lands: Their History in Maps
- 1976 ·  The Jews of Russia: Their History in Maps and Photographs
- 1977 ·  Jerusalem Illustrated History Atlas
- 1978 ·  Exile and Return: The Emergence of Jewish Statehood
- 1978 ·  The Holocaust, Maps and Photographs – for use in schools
- 1979 ·  Final Journey: The Fate of the Jews of Nazi Europe
- 1979 ·  Children's Illustrated Bible Atlas
- 1981 ·  Auschwitz and the Allies
- 1982 ·  Atlas of the Holocaust
- 1984 ·  Jews of Hope, The Plight of Soviet Jewry Today
- 1985 ·  Jerusalem: Rebirth of a City
- 1986 ·  The Holocaust: The Jewish Tragedy
- 1986 ·  Shcharansky: Hero of Our Time
- 1989 ·  The Second World War
- 1993 · Atlas Of British Charities
- 1995 ·  The Day the War Ended: May 8, 1945
- 1996 ·  Jerusalem in the Twentieth Century
- 1996 ·  The Boys, Triumph Over Adversity
- 1997 · A History of the Twentieth Century, Volume One: 1900-1933
- 1997 ·  Holocaust Journey: Travelling in Search of the Past
- 1998 ·  Israel: a history. Doubleday.
- 1999 ·  A History of the Twentieth Century, Volume Two, 1933-1951
- 1999 ·  A History of the Twentieth Century, Volume Three, 1952-1999
- 2000 ·  Never Again: A History of the Holocaust
- 2002 ·  First World War
- 2001 ·  From The Ends of the Earth: The Jews in the Twentieth Century
- 2001 ·  History of the Twentieth Century
- 2002 ·  Letters to Auntie Fori: The 5,000-Year History of the Jewish People and their Faith
- 2002 ·  The Righteous: The Unsung Heroes of the Holocaust
- 2004 ·  D-Day
- 2006 ·  Kristallnacht: Prelude to Destruction
- 2006 ·  The Somme: Heroism and Horror in the First World War
- 2008 ·  The Story of Israel
- 2009 ·  Atlas of the Second World War
- 2010 ·  In Ishmael's House: A History of the Jews in Muslim Lands, Yale University Presse, New Haven